# ジョン・ギラーミン
ジョン・ギラーミン（John Guillermin、1925年11月11日 - 2015年9月27日）は、イギリスの映画監督・脚本家・プロデューサー。ロンドン出身。
キャリアの大部分はアクションアドベンチャー大作の制作に携わり、特に1950年代終盤から1970年代にかけては数々の話題作を手がけた。1980年代以降は話題作に従事する機会が減り、低予算映画やテレビ映画といった作品の監督をつとめるようになっていった。
2015年9月27日、心臓発作のため死去。89歳没。

## 主な作品
- I Was Monty's Double（1958年、監督）
- ターザンの決闘 - Tarzan's Greatest Adventure（1959年、監督・脚本）
- ターザンと猛獣の怒り - Tarzan Goes to India（1962年、監督・脚本）
- ワルツ・オブ・ザ・トレアドールズ - The Waltz of the Toreadors（1962年、監督）
- かもめの城　- Rapture（1965年、監督）
- ブルー・マックス - The Blue Max（1966年、監督）
- 野良犬の罠 - P.J.（1968年、監督）
- レマゲン鉄橋 - The Bridge at Remagen（1969年、監督）
- ハイジャック Skyjacked（1972年、監督）
- 黒いジャガー/アフリカ作戦 - Shaft in Africa（1973年、監督）
- タワーリング・インフェルノ - The Towering Inferno（1974年、監督）
- キングコング - King Kong（1976年、監督）
- ナイル殺人事件 (1978年の映画) - Death on the Nile（1978年、監督）
- シーナ - Sheena（1984年、監督）
- キングコング2 - King Kong Lives（1986年、監督）
- The Tracker（1988年、監督）TVムービー、主演：クリス・クリストファーソン